# Тальяфико, Николас
Ни́колас Алеха́ндро Талья́фико (исп. Nicolás Alejandro Tagliafico; род. 31 августа 1992[…], Рафаэль-Кальсада, Буэнос-Айрес) — аргентинский футболист, защитник французского клуба «Олимпик Лион» и сборной Аргентины. Чемпион мира 2022 года.

## Клубная карьера

### «Банфилд»
Тальяфико родился в 1992 году в городе Рафаэль-Кальсада провинции Буэнос-Айрес. С раннего детства он играл в клубе «Вилла Кальсада» в команде более старшего возраста, а в 8 лет попал в академию «Банфилда». В ней тренировались и его старшие братья — Леонардо и Эсекьель. Все члены семьи болели за «бело-зелёных»: большими фанатами клуба были бабушка и дедушка Николаса, и они привили любовь к «Банфилду» следующим поколениям. Тальяфико прошёл все ступени юношеского футбола, вызывался в юношеские сборные Аргентины до 15, 17 и 20 лет. Изначально он играл на позиции левого полузащитника, но затем по совету Сильвио Марсолини, бывшего координатором по работе с молодежью, его перевели на край обороны.
В 2009 году Тальяфико вместе с дублем «Банфилда» выиграл чемпионат среди резервистов. В том же году главная команда клуба одержала победу в Апертуре. Зимой 2010 года Николас стал частью основного состава. Дебют футболиста случился 12 марта 2011 года в матче Примеры против «Тигре». 22 апреля 2012 года в поединке против «Сан-Лоренсо» Тальяфико забил свой первый гол за «Банфилд», сравняв счёт во встрече, причём сделал это головой. Игра завершилась вничью 1:1. Аргентинец в сезоне 2011/12 регулярно выходил на поле, однако клуб в то время находился в кризисе, и молодой Николас, по его словам, не мог понять их причин. «Банфилд» вылетел в Примеру B.
Летом 2012 года Тальяфико на правах аренды перешёл в «Реал Мурсию». 15 сентября в матче против «Мирандес» он дебютировал в Сегунде. Пребывание Николаса в Испании положительно повлияло на него: многие клубы, в том числе и «Реал», в игре делали акцент на тактические заготовки и быстрый комбинационный футбол, что стало новым опытом для аргентинца. Тальяфико провёл 27 матчей за испанскую команду. По окончании сезона, несмотря на желание «Реала» выкупить защитника, он вернулся в «Банфилд». Под руководством Матиаса Альмейды клуб демонстрировал солидную игру и смог по итогам Примеры B 2013/14 подняться в высшую аргентинскую лигу.

### «Индепендьенте»
В начале 2015 года Тальяфико перешёл в «Индепендьенте», подписав с клубом четырёхлетний контракт. Сумма трансфера составила 1,8 млн евро. 15 февраля в матче против «Ньюэллс Олд Бойз» он дебютировал за новый клуб. 5 октября в поединке против «Ривер Плейта» Николас забил свой первый гол за «Индепендьенте». Защитник приходил в команду, когда её возглавлял Хорхе Альмирон, которого в 2015 году на тренерском мостике сменил Маурисио Пельегрино. Под их руководством, по словам самого футболиста, он не показывал лучшей игры из-за периода адаптации (при Альмироне) и непривычной тактической схемы (при Пельегрино). Тальяфико раскрылся после прихода на пост тренера Габриэля Милито. В 2017 году он помог клубу завоевать Южноамериканский кубок.

### «Аякс»
В начале 2018 года Тальяфико перешёл в амстердамский «Аякс», подписав контракт на 4,5 года. 21 января в матче против «Фейеноорда» он дебютировал в Эредивизи. 11 марта в поединке против «Херенвена» Николас забил свой первый гол за «Аякс». 19 сентября в матче Лиги чемпионов против греческого АЕКа он отметился «дублем».

### «Лион»
23 июля 2022 года перешёл во французский «Олимпик Лион», подписав с клубом трёхлетний контракт. Сумма трансфера составила 4,2 млн евро. Дебютировал за новую команду 6 августа в матче чемпионата Франции против «Аяччо». 19 августа отличился первым голом за «Лион», поразив ворота «Труа».

## Международная карьера
В 2009 году в составе юношеской сборной Аргентины Тальяфико принял участие в юношеском чемпионате мира в Нигерии. На турнире он сыграл в матчах против команд Нигерии и Колумбии. В 2011 году в составе молодёжной сборной Аргентины Николас принял участие в молодёжном чемпионате Южной Америки в Перу. На турнире он Уругвая, Перу, Эквадора, Бразилии, Колумбии и дважды Чили. В поединке против чилийцев Тальяфико забил гол. В том же году Николас принял участие в молодёжном чемпионате мира в Колумбии. На турнире он сыграл в матчах против сборных Мексики, Англии, Северной Кореи, Египта и Португалии.
9 июня 2017 года в товарищеском матче против сборной Бразилии Тальяфико дебютировал за сборную Аргентины.
В 2018 году Тельяфико принял участие в чемпионате мира в России. На турнире он сыграл в матчах против команд Исландии, Хорватии, Нигерии и Франции.
Летом 2019 года Тельяфико принял участие в Кубке Америки 2019 в Бразилии. На турнире он сыграл против сборных Колумбии, Парагвая, Катара, Венесуэлы, Бразилии и Чили.
В 2021 году Тельяфико стал завоевал Кубок Америки. На турнире он сыграл в матчах против команд Чили, Парагвая, Эквадора, Колумбии и Бразилии.

## Достижения

### Командные
«Индепендьенте»
- Обладатель Южноамериканского кубка: 2017

«Аякс»
- Чемпион Нидерландов (3): 2018/19, 2020/21, 2021/22
- Обладатель Кубка Нидерландов (2): 2018/19, 2020/21

Сборная Аргентины
- Чемпион мира: 2022
- Победитель Суперкласико де лас Америкас: 2017
- Обладатель Кубка Америки: 2021, 2024
- Победитель Финалиссимы: 2022

### Личные
- Символическая сборная года Южной Америки по футболу: 2017

## Статистика выступлений
| Клуб             | Сезон            | Лига | Лига | Кубок | Кубок | Международные кубки | Международные кубки | Прочие | Прочие | Итого | Итого |
| Клуб             | Сезон            | Игры | Голы | Игры  | Голы  | Игры                | Голы                | Игры   | Голы   | Игры  | Голы  |
| ---------------- | ---------------- | ---- | ---- | ----- | ----- | ------------------- | ------------------- | ------ | ------ | ----- | ----- |
| Банфилд          | 2010/11          | 9    | 0    | 0     | 0     | 0                   | 0                   | —      | —      | 9     | 0     |
| Банфилд          | 2011/12          | 33   | 1    | 0     | 0     | —                   | —                   | —      | —      | 33    | 1     |
| Банфилд          | 2013/14          | 34   | 0    | 2     | 1     | —                   | —                   | —      | —      | 36    | 1     |
| Банфилд          | 2014             | 14   | 1    | 0     | 0     | —                   | —                   | —      | —      | 14    | 1     |
| Банфилд          | Итого            | 90   | 2    | 2     | 1     | 0                   | 0                   | —      | —      | 92    | 3     |
| → Реал Мурсия    | 2012/13          | 27   | 0    | 1     | 0     | —                   | —                   | —      | —      | 28    | 0     |
| → Реал Мурсия    | Итого            | 27   | 0    | 1     | 0     | —                   | —                   | —      | —      | 28    | 0     |
| Индепендьенте    | 2015             | 31   | 1    | 2     | 0     | 6                   | 0                   | —      | —      | 39    | 1     |
| Индепендьенте    | 2016             | 16   | 1    | 2     | 0     | 4                   | 0                   | —      | —      | 22    | 1     |
| Индепендьенте    | 2016/17          | 29   | 0    | 1     | 0     | 11                  | 0                   | —      | —      | 41    | 0     |
| Индепендьенте    | 2017/18          | 9    | 0    | 0     | 0     | 0                   | 0                   | —      | —      | 9     | 0     |
| Индепендьенте    | Итого            | 85   | 2    | 5     | 0     | 21                  | 0                   | —      | —      | 111   | 2     |
| Аякс             | 2017/18          | 15   | 1    | 0     | 0     | 0                   | 0                   | —      | —      | 15    | 1     |
| Аякс             | 2018/19          | 29   | 2    | 2     | 1     | 15                  | 3                   | —      | —      | 46    | 6     |
| Аякс             | 2019/20          | 24   | 3    | 3     | 0     | 11                  | 2                   | 0      | 0      | 38    | 5     |
| Аякс             | 2020/21          | 25   | 1    | 4     | 0     | 11                  | 0                   | —      | —      | 40    | 1     |
| Аякс             | 2021/22          | 22   | 2    | 4     | 1     | 3                   | 0                   | 1      | 0      | 30    | 3     |
| Аякс             | Итого            | 115  | 9    | 13    | 2     | 40                  | 5                   | 1      | 0      | 169   | 16    |
| Олимпик Лион     | 2022/23          | 34   | 1    | 4     | 0     | —                   | —                   | —      | —      | 38    | 1     |
| Олимпик Лион     | 2023/24          | 25   | 3    | 6     | 0     | —                   | —                   | —      | —      | 31    | 3     |
| Олимпик Лион     | 2024/25          | 24   | 3    | 0     | 0     | 9                   | 2                   | —      | —      | 33    | 5     |
| Олимпик Лион     | Итого            | 83   | 7    | 10    | 0     | 9                   | 2                   | —      | —      | 102   | 9     |
| Всего за карьеру | Всего за карьеру | 400  | 20   | 31    | 3     | 70                  | 7                   | 1      | 0      | 502   | 30    |